# Мокије
Свештеномученик Мокије је хришћански светитељ. По пореклу је био Римљанин. Био је свештеник у Амфипољу, граду македонском. Пострадао је за време цара Диоклецијана. У хришћанској традицији се помиње да је молитвом сокрушио кип бога Диониса, чиме је неке од незнабожаца огорчио против себе а неке опет привео хришћанству. Посечен је 295. године.
Српска православна црква слави га 11. маја по црквеном, а 24. маја по грегоријанском календару.